# Стоквелл Дей
Стоквелл Берт Дей-молодший (англ. Stockwell Burt Day, Jr.; нар. 16 серпня 1950, Беррі, Онтаріо) — канадський політик, був лідером партії Канадський альянс з 2000 по 2001, член Консервативної партії. Входив до Палати громад Канади з 2000 по 2011, Міністр громадської безпеки з 2006 по 2008, Міністр міжнародної торгівлі з 2008 по 2010, Президент Ради Казначейства з 2010 по 2011.